# Mytilus (schip)
Het werkschip de Mytilus (Mossel)  zorgt ervoor dat de bodem onder de Oosterscheldekering werd verdicht langs het traject op die plaatsen waar de bodem uit losgepakt zand bestaat. Als de bodem wordt verdicht, komen de zand- en kleideeltjes dichter tegen elkaar te liggen. De bodem wordt dan steviger. Zonder het werk van de Mytilus zou de kering dus minder stevig hebben gestaan. 

## Verdichtingsproces
Het verdichtingsproces speelde zich volledig onder water af en ging 24 uur per dag door. Het schip bestaat uit vijf pontons: een hoofdponton van 18,9 meter lang en vier hulppontons met een totale lengte van 32,9 meter. Op het schip staan hefportalen van 55 meter hoog. De hieraan verbonden heflieren hadden een trekkracht van 120 ton. Trilnaalden, die nog boven het hefportaal uitsteken, met een doorsnede van 2,1 meter en een lengte van 18 meter werden in de bodem geboord. De motor van het schip wekt trillingen op die aan de naalden worden overgedragen. De naalden brengen deze trillingen (met een frequentie tussen 25 en 30 Hz en een amplitude van 4 tot 5 mm) over op de bodem.

## Productie
De Mytilus kan werken tot een diepte van 42 m onder zeeniveau en heeft een productie van maximaal 3000 m2 verdicht oppervlakte per week. In de drie sluitgaten wordt het hele tracé drie keer gevaren, de breedte van de strook die de Mytilus in een keer kan verdichten is 24 m, maar er moet een strook van 78 m breed verdicht worden